# (35480) 1998 FN5
1998 FN5 (asteroide 35480) é um asteroide da cintura principal. Possui uma excentricidade de 0.11238900 e uma inclinação de 11.62642º.
Este asteroide foi descoberto no dia 24 de março de 1998 por Frank B. Zoltowski em Woomera.